# Гималайская сойка
Гималайская сойка (лат. Garrulus lanceolatus) — вид птиц из семейства врановых.

## Ареал и местообитание
От восточной части Афганистана (Пактия и Кабул) через Гималаи, Кашмир, на севере Индии до Непала.
Как правило, представители данного вида обитают в смешанных лесах из сосны и дуба; реже из дуба и кедра. Встречаются на открытых холмистых ландшафтах, в горных лесах, на лесных опушках. Предпочитают хребты, на которых растут одинокостоящие кустарники и деревья, и холмы, поросшие редкой лесной растительностью. Встречаются на высоте 1500-3000 м над уровнем моря. В период непогоды, а также в зимний сезон эти птицы перекочёвывают на более низкие высоты.

## Описание
Голова чёрного цвета, тело, спина, а также бока шеи, по большей части, розовато-серого цвета. Верх тела более сероватого оттенка, в то время как низ более тусклого, а также бледного розового цвета. Хвост ярко-синий. Ноги имеют голубовато-серый цвет. Радужки могут быть как красновато-коричневыми, так и тёмно-коричневыми. Полосы белого цвета проходят на горле. Клюв — бледный, у взрослых птиц достаточно длинный. Перья на голове образуют хохолок, который сойки поднимает в моменты, когда птица расслаблена.

## Размножение
В кладке, как правило, 3—4 яйца. Насиживание продолжается не менее 16 дней. Птенцов кормят как самец, так и самка.

## Питание
Питается как растительной, так и животной пищей. В осеннее время года питаются, в основном, жёлудями, а также беспозвоночными, некрупными ящерицами, яйцами небольших воробьиных птиц и семенами сосны. В летнее время гималайские сойки также питаются плодами и ягодами и могут наносить вред небольшим садовым хозяйствам. Время от времени гималайские сойке могут искать пропитание на земле.

## Образ жизни
Как правило, птицы живут семейными группами, либо поодиночке. В зимнее время гималайские сойки образуют большие стаи до 20—30 особей. Человека не боятся. Могут прилетать жилищам человека, где питаются отходами.

## Галерея

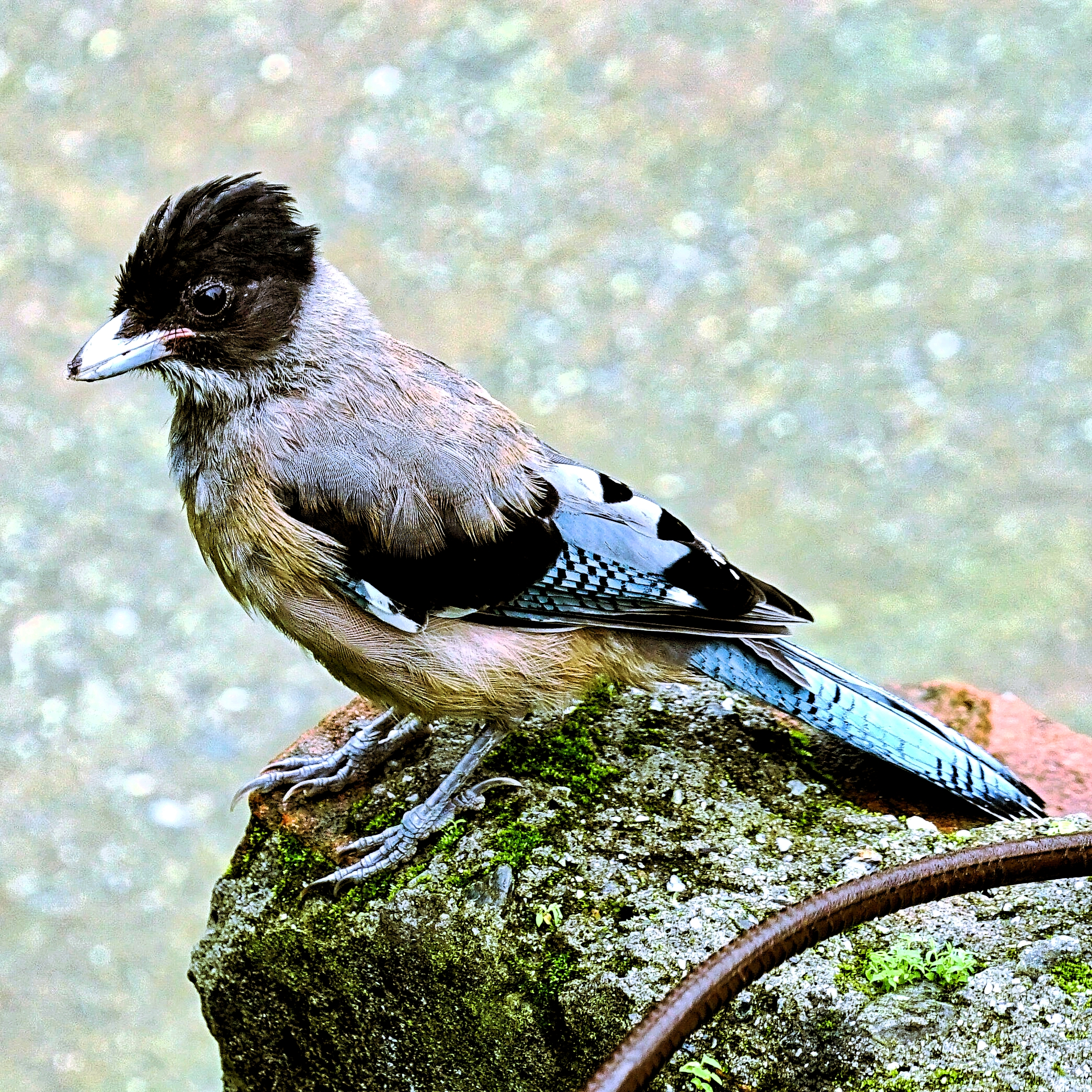
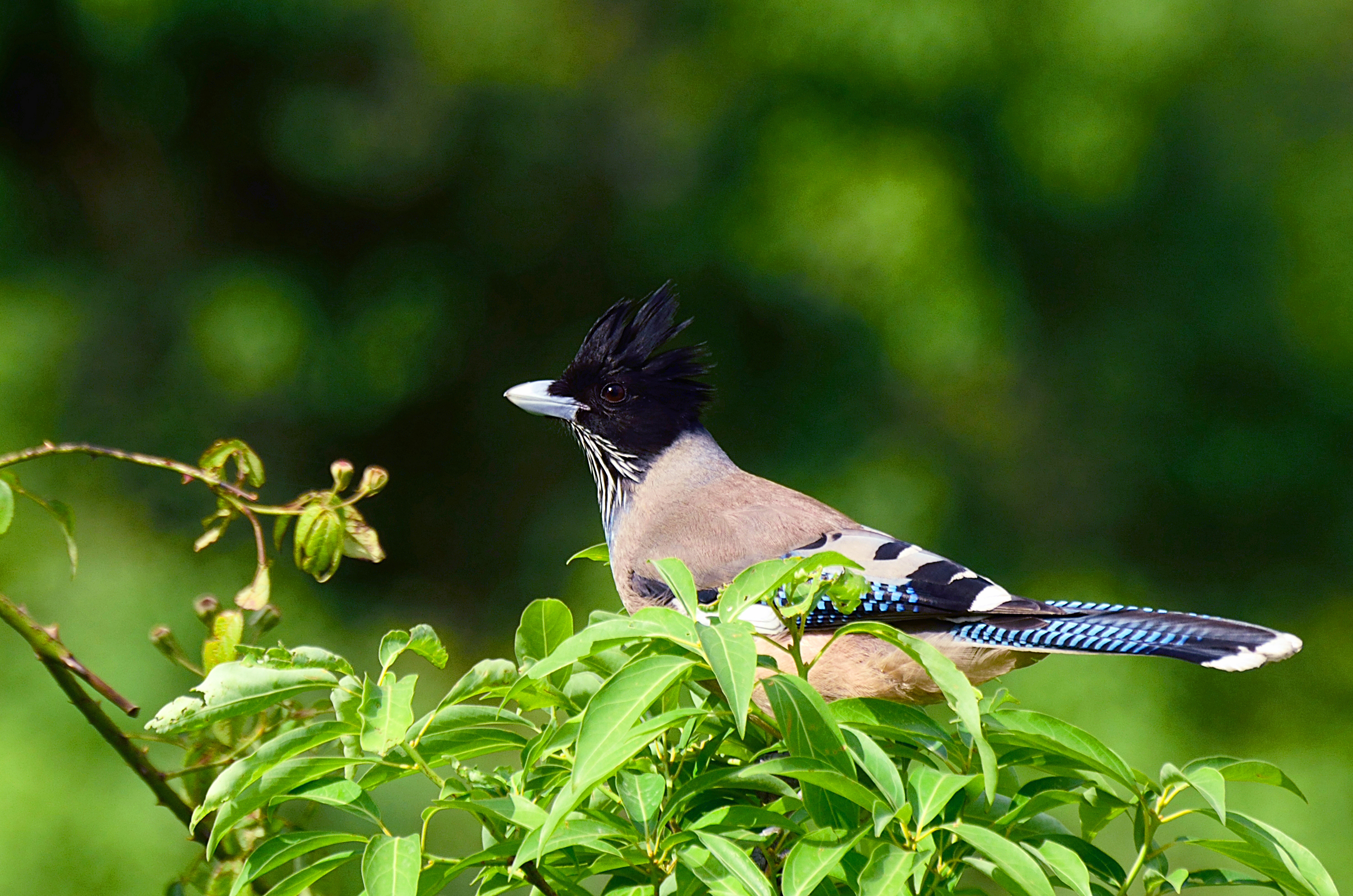
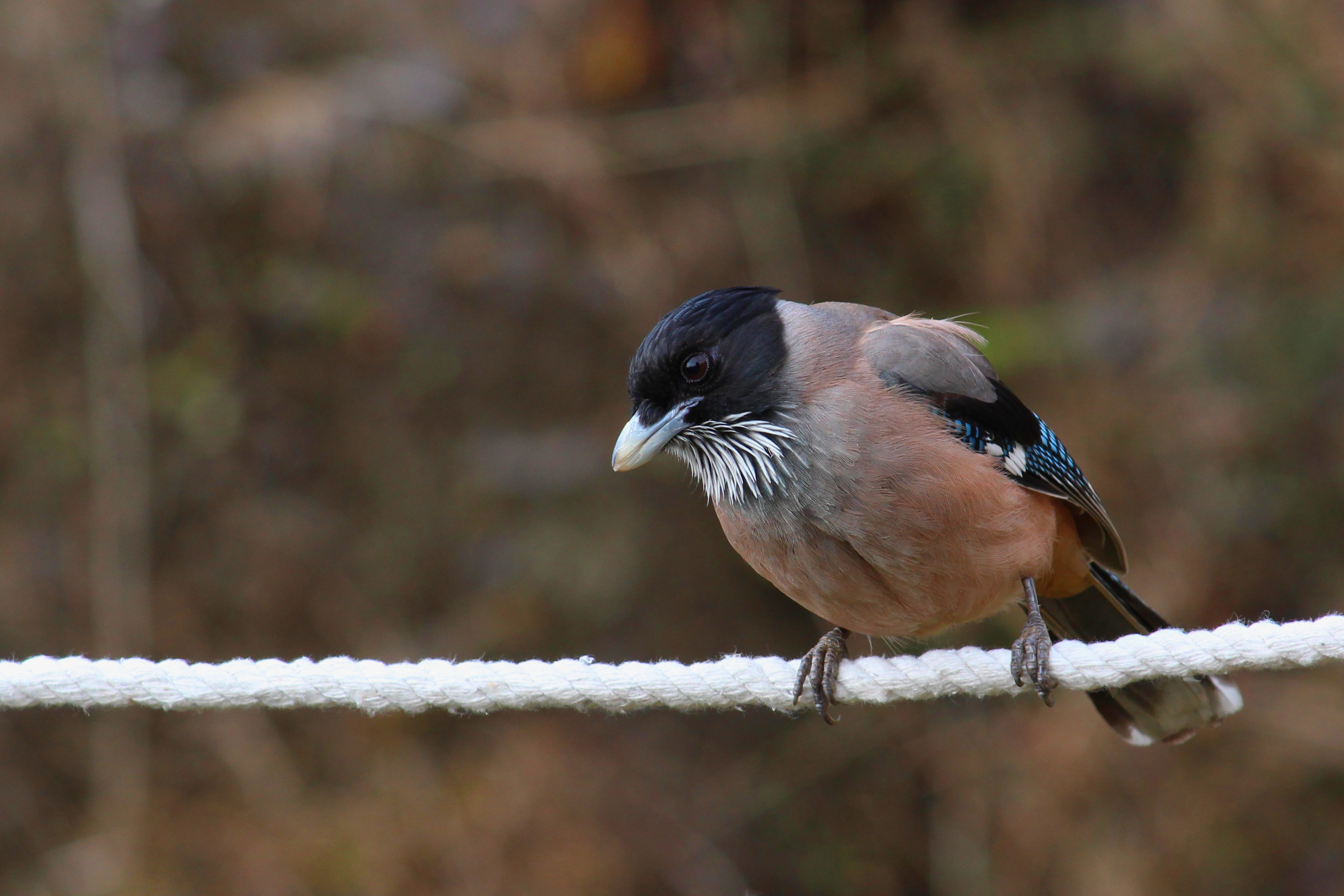